# What You Want
«What You Want» («Lo que quieras» traducido en español) es el primer sencillo del álbum homónimo Evanescence de la banda estadounidense Evanescence. Esta canción fue la primera en darse a conocer del tercer álbum de la banda. A través de una entrevista con MTVNews. El sencillo fue lanzado el 9 de agosto de 2011 en la tienda virtual iTunes Store, y el 16 de agosto internacionalmente en radios y otros medios.

## Antecedente
"What you Want" fue escrita por Amy Lee, Terry Balsamo y Tim McCord en la ciudad de Nueva York y la producción estuvo a cargo de Nick Raskulinecz. Durante una entrevista con MTV News en junio, Lee habló sobre la canción diciendo: «la canción que escribi que es el primer sencillo, es la canción que involucra todo. Tiene un lindo, muy buen significado, la letra están sucediendo naturalmente, y es genial». Señaló que la canción era una desviación del material anterior de la banda y reconoció que querían que el nuevo sencillo fuera «más que un éxito».
Lee dijo que la canción fue inspirada y habla sobre su relación con los fanáticos de la banda y la comprensión de que, después de una carrera musical consolidada, «es lo que uno debo hacer». También explicó que el tema de la canción era sobre la libertad, en el parráfo que exclama «Remember who you really are».

## Lanzamiento
El estreno del nuevo sencillo del grupo se hizo el día anterior a su lanzamiento en iTunes, el 8 de agosto de 2011, en MTV First. Primero se hizo la presentación en directo de la canción y después una entrevista con preguntas de los fanes que fueron invitados al evento.

## Video musical
El vídeo fue grabado en dos sesiones. La primera fue el sábado 30 de julio de 2011 en Brooklyn, Nueva York, incluyendo a fanes como parte del reparto extra del vídeo. El video estuvo disponible en YouTube a partir del martes 13 de septiembre. En él se muestra a la banda tocando un concierto entre los fanes invitados al vídeo, mientras los integrantes de la banda se reúnen en la playa para sumergirse en el mar en la escena final. Además, el vídeo incorpora ciertos elementos que recuerdan a otros trabajos de la banda, como un salto al vacío de Amy Lee similar al de Bring Me To Life.

## Posicionamiento en lista
| Gráfica (2011)                                   | Pico de posición |
| ------------------------------------------------ | ---------------- |
| Alemania (Media Control Charts)                  | 84               |
| Australia (ARIA Charts)                          | 86               |
| Brasil (Billboard)                               | 30               |
| Brasil (ABPD)                                    | 52               |
| Canadá (Canadian Hot 100)                        | 55               |
| Corea del Sur (Gaon Chart)                       | 59               |
| Estados Unidos (Alternative Airplay)             | 14               |
| Estados Unidos (Billboard Hot 100)               | 68               |
| Estados Unidos (Billboard Mainstream Rock Songs) | 7                |
| Estados Unidos (Billboard Rock Songs)            | 11               |
| Japón (Japan Hot 100)                            | 52               |
| Rusia (Official Charts Company)                  | 1                |
| Venezuela Record Report (Top 100)                | 183              |